# Newton Pepping
Der Newton Pepping (auch New Yorker Renette) ist eine Sorte des Kulturapfels (Malus domestica). Der Winterapfel ist von gelber bis gelbgrüner Farbe. Gepflückt im Oktober, ist der Apfel von November bis April genussreif.
Die Sorte gehört zu den Renetten und hat kleine, feste, saftige Früchte von durchschnittlich etwa 7 cm Größe. Dem Baum (meist Halbstamm) von mittelstarkem Wuchs genügt eine durchschnittliche Bodenqualität, z. B. sandig-lehmiger Boden.
Der Newton Pepping stammt aus den USA (1759). Obwohl mit dem London Pepping bzw. der Calville-Gruppe verwandt, ist er am Blütenansatz nur wenig gefurcht.